# Abbazia di Alvastra

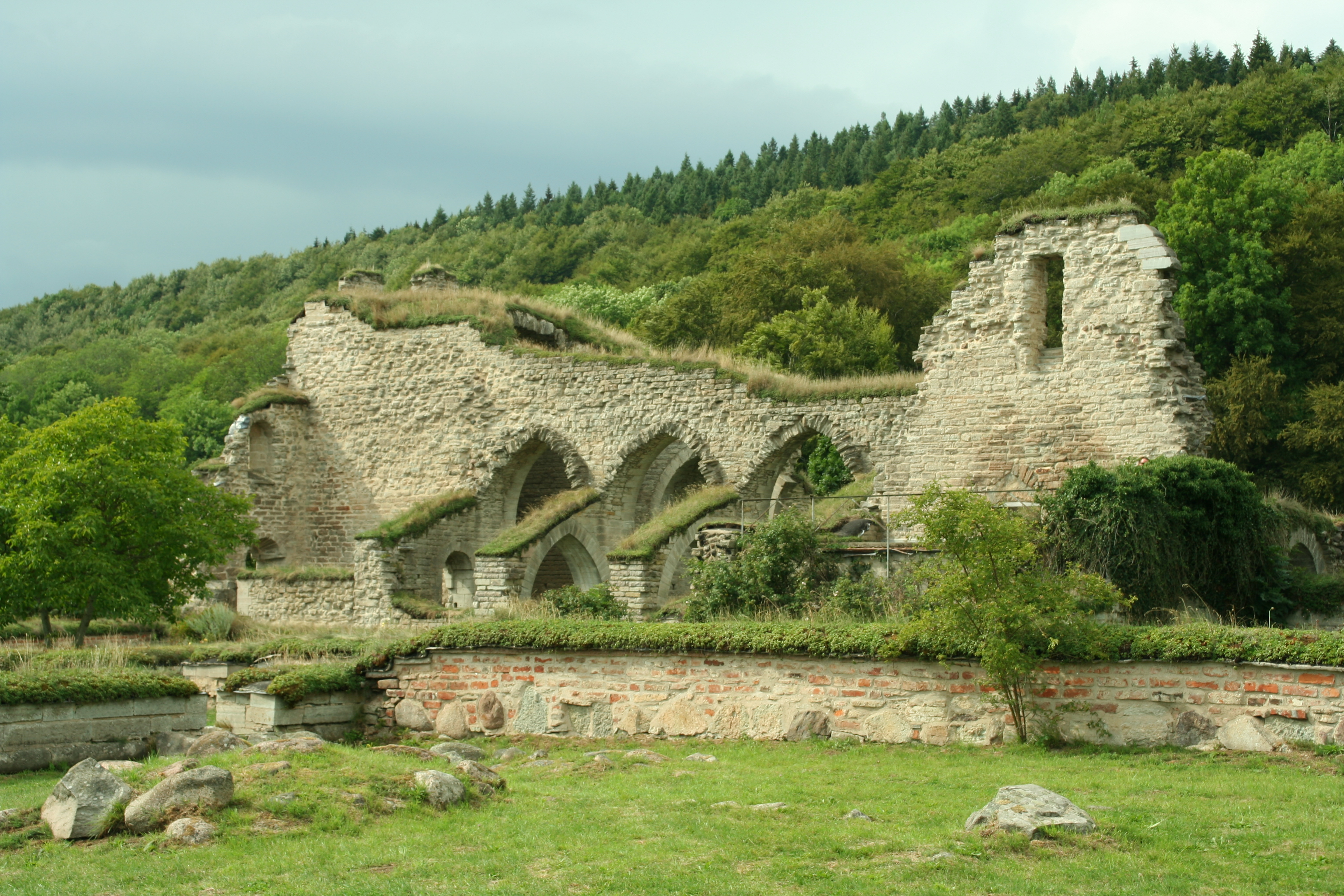
Vista meridionale delle rovine

Il monastero di Alvastra (Alvastra kloster) era un monastero cistercense situato a Omberg nel comune di Ödeshög. Alvastra fu fondata nel 1143 dai monaci provenienti dal monastero francese di Clairvaux contemporaneamente di un altro importante monastero svedese medievale, quello di Nydala.
Questi due monasteri furono le prime sedi dell'ordine cistercense in Scandinavia. Il monastero di Alvastra, in particolare, costituì un centro molto importante di spiritualità e in seguito di amministrazione ecclesiastica sin da quando alcuni suoi monaci lasciarono l'abbazia per fondarne altre da lei dipendenti (Monastero di Julita, Varnhem e Gudsberga) e diffondere il cattolicesimo nell'Europa del Nord.
Alvastra fu anche punto di riferimento per i monasteri femminili di Vreta, Askeby e Riseberga.
L'attività del monastero, sia come centro di spiritualità che come punto di riferimento per le prime missioni cattoliche in Svezia, continuò ininterrotta sino alla sua distruzione nel 1530, insieme a molti altri monasteri cattolici, durante il periodo della Riforma protestante. Oggi rimangono del monastero solo poche rovine della Chiesa abbaziale e parte dell'antico monastero dei religiosi cistercensi.

## Storia

### Fondazione del monastero
Stando a quando racconta l'Exordium magnum fu Ulvhild Håkonsdotter, moglie del Re Sverker I di Svezia, ad invitare i monaci francesi ad Alvastra in accordo con i progetti missionari di S. Bernardo.
Secondo un'altra fonte, i resoconti del monaco e vescovo Hans Brask, il territorio su cui fu poi costruito il monastero era parte del morgengabio di Sverker alla moglie Ulvhild, ma questa fonte non chiarisce il rapporto di Sverker con la fondazione del monastero. A tal proposito l'Exordium cita solo la moglie di Sverker come fondatrice, mentre un manoscritto redatto nel monastero di Vitskøl considera entrambi i coniugi regnanti come mecenati e fondatori dell'abbazia di Alvastra.
Non si hanno informazioni certe, invece, sul perché i sovrani scelsero proprio l'ordine benedettino nella sua variante cistercense e da dove attinsero l'idea di fondare un nuovo monastero. È certo che, appena costruito, esso fu posto sotto la giurisdizione del vescovo di Linköping, un tale Gisle.
Questo vescovo aveva partecipato ad un sinodo nella città di Lund nel 1139 insieme al legato papale Theodignus (cistercense anch'egli) e all'arcivescovo Eskil. È molto probabile, quindi, che sia stato Theodignus a pubblicizzare il proprio ordine e a persuadere i due ecclesiastici ad affidare ai cistercensi la cristianizzazione della Svezia, allora in gran parte ancora pagana.
Questi vescovi avrebbero, in seguito, convinto i regnanti Sverker e Ulvhild ad invitare i monaci cistercensi in Svezia. Una conferma di questa teoria sarebbe la regola monastica adottata sia ad Alvastra che a Nydala. Essa, come tutte quelle delle comunità nella diocesi di Linköping di quel periodo, seguono perfettamente le direttive del vescovo Gisle.
Comunque siano andate le vicende della fondazione, le cronache e i documenti dell'epoca riportano l'arrivo, nel 1143, di un certo numero di monaci insieme ad alcuni laici pellegrini proveniente dall'abbazia di Chiaravalle che giunti in Svezia si divisero in due gruppi minori andando ad abitare i nuovi centri di Alvastra e Nydala. Molti furono entusiasti delle nuove sedi mentre altri, come il futuro abate di Alvastra Gerhard si sarebbero lamentati e avrebbero pregato Bernardo di Chiaravalle di poter rimanere in Francia. Bernardo ordinò che sarebbe dovuto andare comunque in Svezia, ma che avrebbe potuto tornare in Francia da vecchio per morire ed essere sepolto a Clairvaux. Gerhard obbedì e tornò nel paese d'origine solo cinquant'anni più tardi, nel 1193, dopo aver guidato per quasi 40 anni il neonato monastero di Alvastra.
I rapporti con il monastero francese non furono mai interrotti e da questo provenivano le direttive per l'amministrazione della vita religiosa.
Similmente a quanto avveniva per gli altri abati dell'ordine, infatti, anche quelli di Alvastra dovevano partecipare al capitolo generale annuale a Cîteaux. Tuttavia la grande distanza di Alvastra dal comune francese comportava un impiego spropositato di tempo e costi, sicché nel 1217 Alvastra ottenne una deroga per la quale i monasteri svedesi e norvegesi potevano partecipare al capitolo con cadenza quinquennale anziché annuale.

### Primo periodo

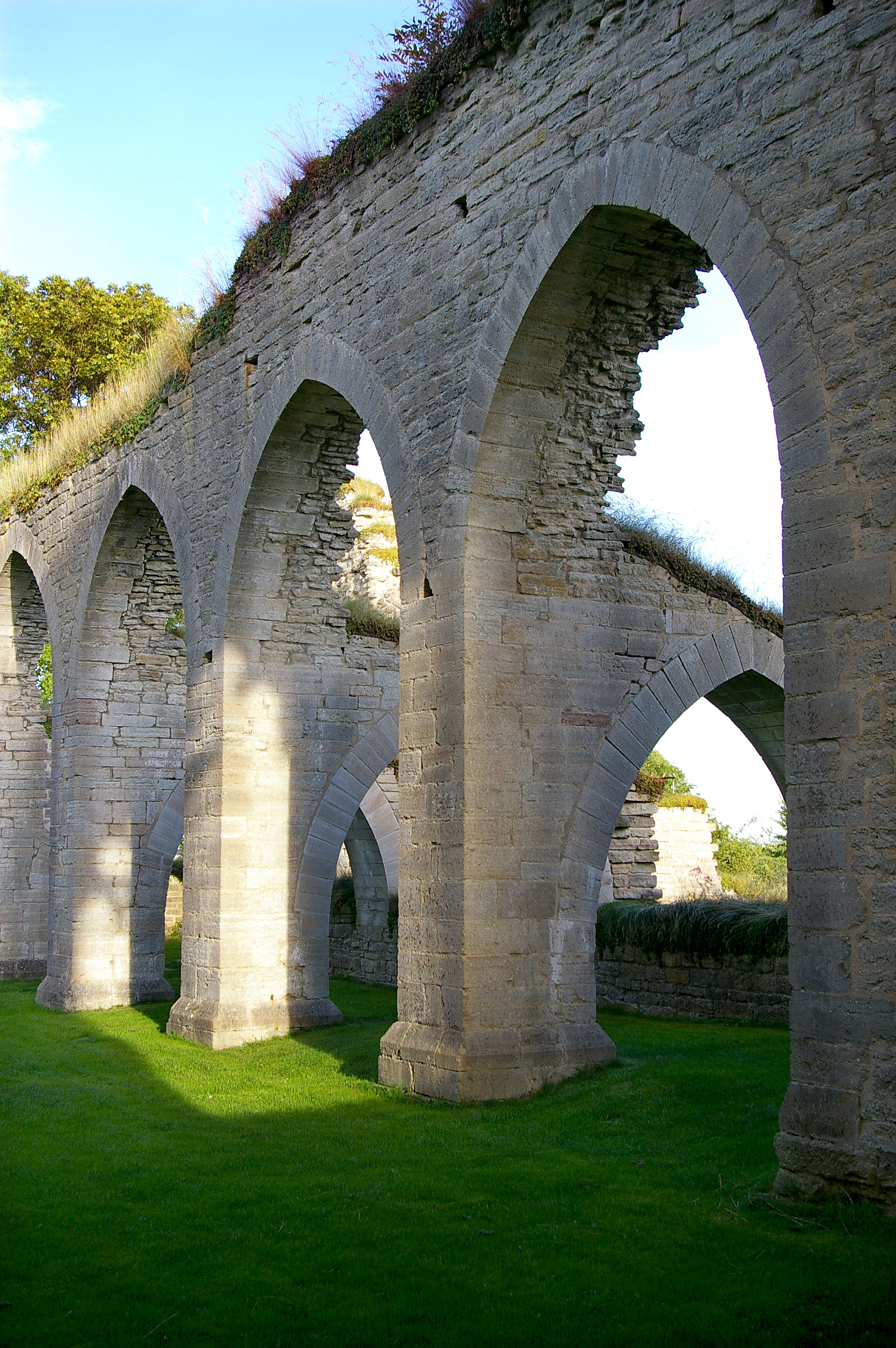

Il territorio attorno al monastero di Alvastra era stato abitato sin dall'età della pietra ed era isolato dagli altri insediamenti in osservanza alle regole dell'ordine cistercense che privilegiava un certo ascetismo. Non c'erano infatti costruzioni nei dintorni e quelle poche temporanee che esistevano erano state costruite già prima dell'arrivo dei monaci. È presumibile che l'edificio della chiesa abbaziale sia stato iniziato solamente dopo l'arrivo dei cistercensi. Alla costruzione lavorarono alcuni tecnici mandati da Clairvaux insieme ad altri laici che si prestarono come architetti.
Parteciparono ai lavori anche alcuni popolani che impararono le tecniche di costruzione dai monaci francesi e le applicarono in seguito anche nella costruzione della chiesa di Heda a Ödeshög nei dintorni di Alvastra.
Quando il re Sverker I di Svezia verrà ucciso (1156), sarà il primo re ad essere sepolto nel monastero di Alvastra. La chiesa diventerà in seguito luogo di sepoltura scelto da tutti gli appartenenti alla famiglia reale di Stenkil a cominciare dall'inizio del XIII secolo. La chiesa fu anche luogo di sepoltura di un'altra personalità importante: l'arcivescovo Stefan. Egli aveva sostituito il primo arcivescovo di Svezia, ma al termine della sua vita tornò al monastero di Alvastra, dove era stato monaco, per trascorrere in meditazione gli ultimi suoi anni ed essere sepolto lì. La chiesa abbaziale fu consacrata nel 1185, anno in cui fu presumibilmente completata. Tuttavia il restante edificio del monastero non era ancora concluso e i lavori continuarono ancora a lungo. Nel frattempo i monaci arrivati in Svezia abitarono in costruzioni temporanee in legno.
L'afflusso di monaci e pellegrini ad Alvastra era incessante, e già nel 1150 erano arrivati ad Alvastra così tanti monaci che fu necessario costruire un altro monastero dipendente dal primo. Anche qui furono Sverker I di Svezia e sua moglie Ulvhild a finanziare i lavori. Una parte di questi nuovi monaci, una dozzina, erano quelli al seguito del futuro abate Henry proveniente da Clairvaux.
Questo gruppo di religiosi aveva cristianizzato per prima l'isola di Lurö sul lago Vänern e fonderanno in seguito l'Abbazia di Varnhem.
I monaci fondatori del nuovo monastero partirono da Alvastra nel 1160 cristianizzando per prima la città di Viby e spostandosi in seguito, tra il 1174 e il 1185 a Saba come chiameranno il monastero di Julita. Primo abate di questo nuovo monastero fu Roberto, che diventò poi vescovo di Västerås.

### Il monastero e Santa Brigida di Svezia
Verso la metà del XIV secolo si osserva una solida connessione tra Alvastra e Santa Brigida con il suo Ordine del SS. Salvatore. Intorno al 1340 Santa Brigida e suo marito Ulf Gudmarsson compirono un pellegrinaggio a Santiago di Compostela. Tornati dal viaggio, i coniugi decisero di passare il resto della loro vita nell'osservanza di una regola monastica, andando a vivere in un monastero. Si trasferirono ad Alvastra poiché questa si trovava proprio nelle vicinanze dei feudi di Ulf, nel territorio di Ulvåsa. Il marito di Santa Brigida morì quattro anni dopo e fu seppellito nella cappella del monastero stesso. Quello stesso anno, la futura santa si trasferì in una casa vicina al monastero e lì visse fino a che non decise di partire per un secondo pellegrinaggio, in compagnia del confessore e della figlia Caterina, per Roma nel 1349. Pur lontana, Brigida mantenne frequenti rapporti epistolari con Peter Olofsson, vicepriore dell'abbazia di Alvastra. Fu proprio questo monaco e padre spirituale di Alvastra a tradurre in latino le Rivelazioni, l'opera più importante di Santa Brigida. Peter Olofsson fu anche l'autore della prima regola dell'ordine brigidino (Regula Sancti Salvatoris) dettata dalla Santa stessa durante la sua permanenza nel monastero di Alvastra.
Alla morte di Santa Brigida nel 1373 Peter Olofsson aiutato da un prete di nome Peter scrisse anche la prima biografia della santa. Questa primissima biografia, insieme a un testo contenente le prove della santità di Brigida, fu mandato alla Curia romana per dare inizio al processo di canonizzazione che culminò nel 1391 con la proclamazione di santità di Brigida.
Il testo delle Rivelazioni di Santa Brigida, oltre ad essere un testo cardine per la mistica medievale, fornisce alcune informazioni utili per la ricostruzione storica della vita nel monastero di Alvastra nel XIV secolo, oltre a fornirci un quadro della situazione in Svezia al tempo della Peste nera. Brigida, infatti, afferma di aver ricevuto una visione nella quale le erano stati rivelati i nomi dei monaci di Alvastra che sarebbero morti per la peste e in quale ordine. Questi erano in numero di 33 e dalle parole di Brigida si desume che il monastero doveva contare intorno al 1350 circa 41 monaci. Un'altra disgrazia che colpì il monastero in quel periodo furono gli incendi. Due di questi sono noti dalle fonti; il primo si sarebbe espanso nel 1312 e distrusse l'intero monastero. Il successivo scoppiò nel 1415 partendo dalla casa dell'abate e sviluppandosi danneggiando gran parte degli edifici annessi.
A parte queste calamità naturali (la peste e gli incendi), Alvastra subì in maniera pesante l'influenza di un altro cambiamento epocale dei secoli XIV-XV: lo Scisma d'Occidente che lacerò la chiesa con le sue conseguenti contese tra papi e antipapi. Nel 1380 fu mandato dalla sede papale di Avignone nelle terre del Nord Europa in visita apostolica un monaco di Clairvaux di nome Johannes di Chassignolle. L'inviato papale fu ferito in una rivolta scatenata dall'abate di Alvastra, Matteus Kopp, di risaputa fedeltà al trono papale di Roma. L'abate Matteus si rifiutò di pagare al monaco Johannes una somma in segno di ammenda e fu per questo cacciato dal monastero.
Matteus Kopp, tuttavia, non fu salvo da conseguenze per il suo gesto di rivolta. La sede generale di Clairvaux, infatti, diede ordine agli abati di Esrom e Varnhem di studiare il caso e di assegnare al monastero di Alvastra la sanzione che essi avrebbero ritenuto necessaria. I due ecclesiastici, dopo aver esaminato il caso, giunsero alla conclusione che l'abate Kopp meritasse la scomunica e l'espulsione permanente dall'ordine. La pena fu ufficializzata nel 1381.
Intorno al 1486 la comunità di Alvastra fondò un terzo monastero a Husby nel Nord del Dalarna e questo fu uno degli ultimi monasteri cistercensi fondati in europa prima della riforma protestante. L'abate del tempo, Magnus di Alvastra, chiamò il nuovo monastero Gudsberga (in latino nelle fonti come Mons Domini) e fu proprio un monaco di Alvastra di nome Staffan a diventare il suo primo abate.

### Dalla Riforma a oggi

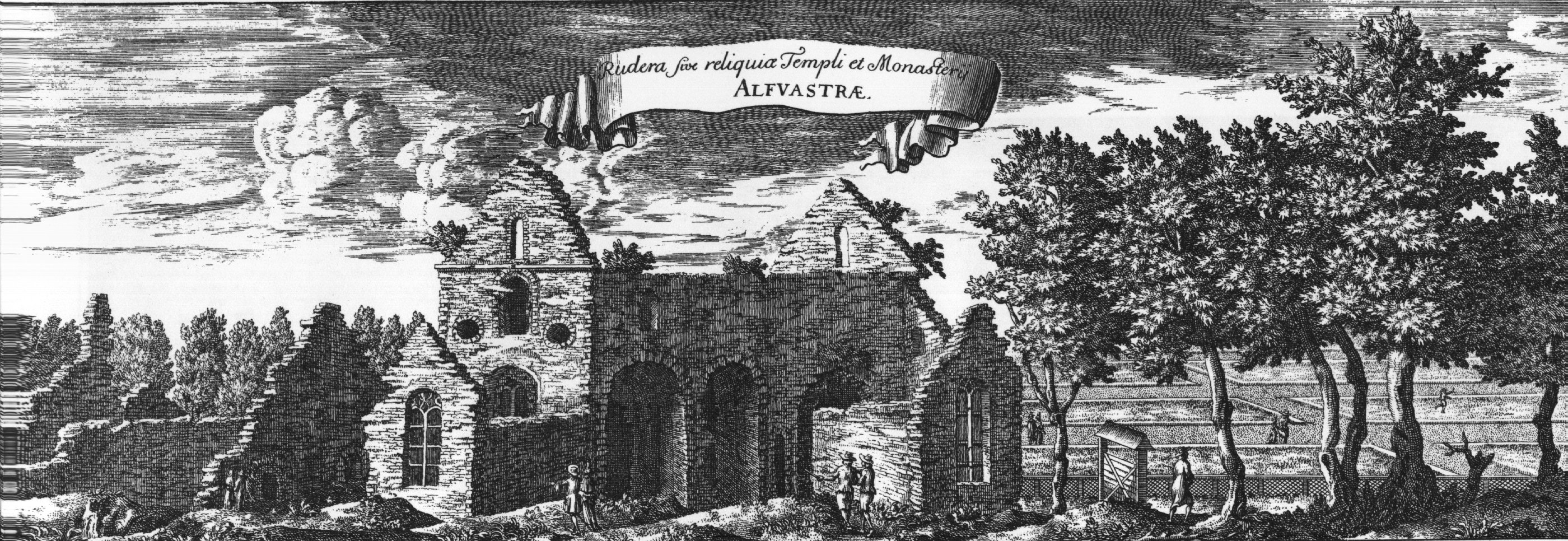
Tratto da Suecia antiqua et hodierna. Rovine di Alvastra nel 1700

La Riforma protestante e il suo progressivo diffondersi in Svezia nel XVI secolo rese la vita e l'attività dei monasteri cattolici sempre più difficile a causa delle diverse leggi che di volta in volta venivano varate per limitare il vecchio culto cattolico. Tra le altre cose fu stabilito nel 1527 che i monasteri fossero diretti da laici e non più da religiosi di qualsivoglia ordine e grado e il re Gustavo Vasa promise protezione a quei monaci che avessero, motu suo, abbandonato i monasteri.
Nel 1529 morì per malattia l'ultimo abate religioso di Alvastra e al suo posto fu scelto il cavaliere Nils Svensson. Questi si rivelò un ottimo dirigente per l'abbazia, ma anche se i monaci erano spinti a rimanere nel monastero e Nils Svensson pagava loro il sostentamento, tuttavia il monastero si svuotò nel giro di pochi anni a causa delle generali condizioni a cui erano costretti coloro che ancora professavano la fede cattolica.
La sorte di Alvastra, una volta che si fu svuotato, fu comune a quella di tanti altri monasteri nel periodo successivo alla riforma: fu utilizzata come cava di pietra. La demolizione di Alvastra iniziò nel 1544 e i materiali da qui estratti vennero utilizzati nella costruzione del Castello di Vadstena sotto Gustavo Vasa e poi sotto Per Brahe il Vecchio a partire dal 1570. Una buona parte delle risorse di Alvastra fu, invece, destinata all'erezione del castello di Visingsö. Il sovrano Giovanni III di Svezia nel tentativo di riportare il cattolicesimo in Svezia, criticò aspramente lo smantellamento del monastero di Alvastra e pensò di creare una nuova diocesi cattolica che avesse proprio in Alvastra la sua sede vescovile. Tuttavia di questo ricco e importante monastero non rimaneva molto e in quegli anni crollò anche il resto degli edifici. La chiesa abbaziale fu bruciata nel 1567 durante l'incursione in Östergötaland di Daniel Rantzau e il progetto di Giovanni III non poté realizzarsi.
Successivamente nel 1797 la municipalità di Hjo tentò di riutilizzare le rovine di Alvastra per la costruzione della propria chiesa cittadina ma questo tentativo non fu mai realizzato concretamente.
Dal 1600-1700 ebbero inizio gli studi archeologici e le raffigurazioni, tuttora visibili, delle rovine di Alvastra. La prima che è arrivata sino ai nostri giorni è di Mathias Palbitzki che fu nel XVII secolo uno dei proprietari del territorio su cui si ergono le rovine. In seguito anche Elias Brenner e Erik Dahlbergh nel XVIII secolo fecero delle raffigurazioni del monastero, utili per ricostruire la storia del sito archeologico dopo il suo abbandono e distruzione.
I primi scavi archeologici di cui si ha notizia risalgono agli anni '20 dell'Ottocento e furono effettuati sotto la supervisione di Leonard Räf che si prodigò anche per la conservazione del sito archeologico intentando una serie di cause contro quei proprietari del sito che avevano utilizzato il monastero come cava di pietra.
Tra il 1921 e il 1955 sono stati effettuati i più completi e precisi scavi e ricerche sul monastero di Alvastra, prima sotto la guida di Otto Frödin e, dopo la sua morte, sotto la guida di Ingrid Swartling.

## Caratteristiche architettoniche

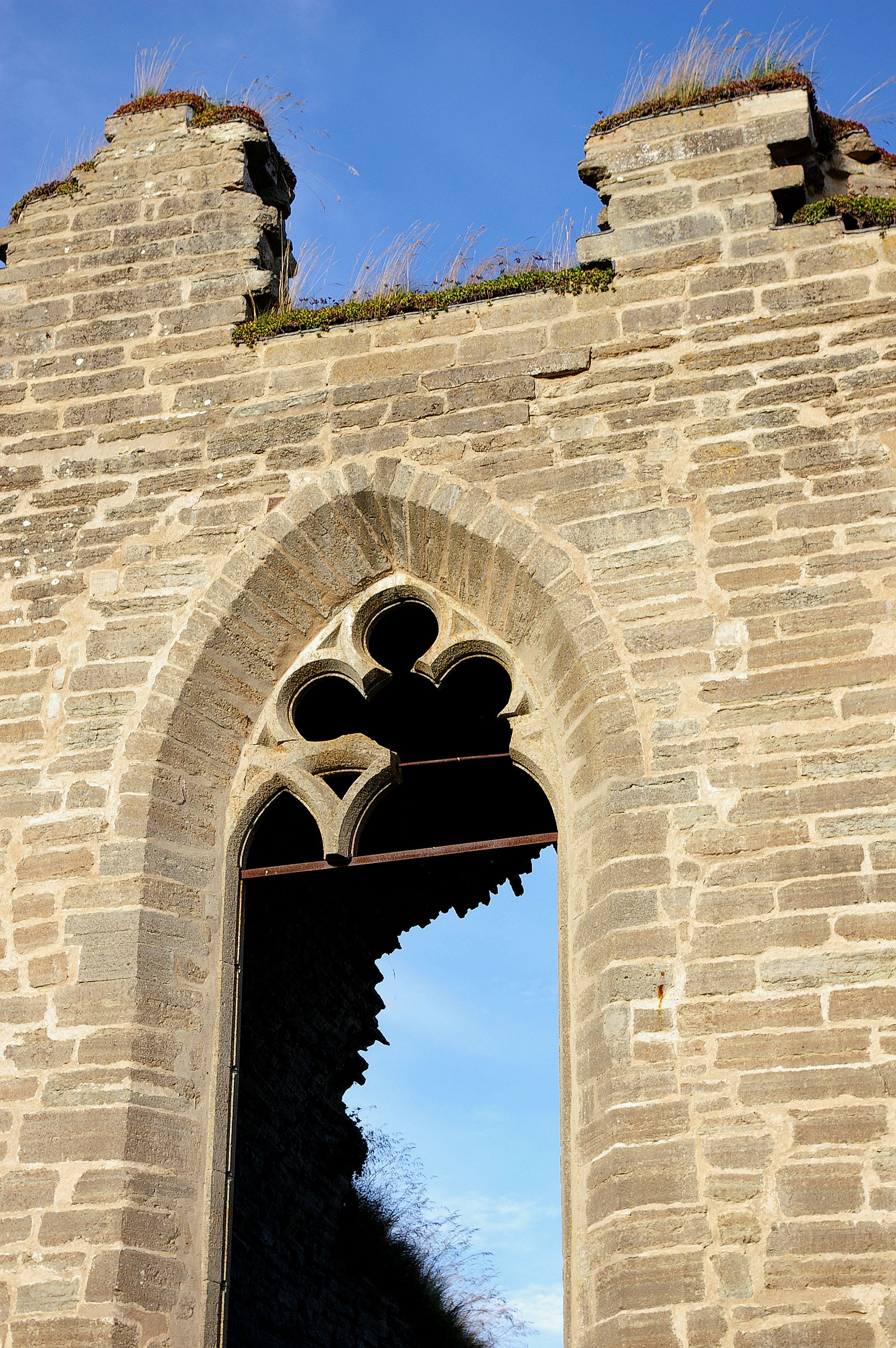
Parte occidentale delle rovine

Alvastra segue architettonicamente le caratteristiche dell'ordine cistercense a cui è per la sua storia intimamente legata. La cantoria della chiesa abbaziale è sita a est, mentre a sud si estende il giardino circondato dal chiostro. Il monastero fu diviso ulteriormente nelle sezioni a sud e a est (destinate ai monaci) e in quella separata a ovest dove lavoravano e vivevano i laici. Anche la stessa chiesa fu divisa tenendo conto della presenza dei laici; si costruirono pertanto due cantorie, una dedicata ai monaci e l'altra al popolo rispettivamente a est e a ovest.
La chiesa come anche molti degli edifici del monastero erano costruiti in pietra calcarea, estratta dalle miniere di Borghamn.

### La chiesa abbaziale
La chiesa di cui il monastero era dotata aveva una pianta a croce. Il prototipo ricostruito dagli archeologi è rappresentato dall'Abbazia di Fontenay con un perimetro esterno che si estende per circa 45,5 metri. Lo spazio interno si divide in tre navate al cui centro si trovava una barriera di legno che separava la sezione destinata ai monaci da quella per i laici. Sono presenti anche due cappelle, una a nord e l'altra a sud del presbiterio che venivano utilizzate per le messe private. Nella navata centrale si trova, inoltre, la tomba di Sverker I di Svezia e della sua famiglia.
Per quanto riguarda il soffitto, gli archeologi hanno ricostruito l'esistenza di un'unica volta a botte, di cui tuttavia rimangono solo alcuni resti sulla parte ovest delle rovine. Ogni lato di questa parte occidentale del monastero presentava un vestibolo che fungevano da anticamera alle navate vere e proprie. Il vestibolo nord poteva essere anche raggiunto dall'ala occidentale del monastero (destinata ai monaci). Quello meridionale invece poteva essere raggiunto dalla sezione del monastero destinato ai laici lì residenti oppure dal chiostro interno. Questa struttura con vestiboli e diversi accessi è un particolare che contraddistingue Alvastra, che è molto difficile ritrovare fuori dalla Svezia tra i monasteri cistercensi.
La sezione occidentale del monastero è importante anche per la presenza di una grande finestra con arco acuto, che però deve essere stato aggiunto sicuramente più tardi del XIII secolo, per via del suo raffinato e complicato intaglio che fa pensare all'arte gotica. Swartling suggerisce che sia stato aggiunto intorno al 1312 durante i lavori di ricostruzione dopo l'incendio.. Dalle rappresentazioni del monastero risalenti al XVII secolo, è noto che una finestra simile era presente anche sul lato orientale, oggi totalmente distrutto.
Per quanto riguarda le navate a nord e a sud, quella meridionale è conservata solo fino a un'altezza di 9,5 metri e si può ancora notare ciò che rimane di una scala che portava ai dormitori dei monaci. A nord dei dormitori si trovava la sacrestia. Sono ancora conservate altre alla già citata scala e ai resti della sacrestia, anche gli archi a tutto sesto che conducevano alle due cappelle laterali a sud.
Tra le cappelle conservatesi, quella sul lato nord è famosa per essere la cappella che conteneva la tomba del marito di Santa Brigida, il lagman di Nericia, Ulf Gudmarsson che morì ad Alvastra nel 1344. La suddetta tomba fu aperta e studiata nel 1827 e si trova ora al Museo di Storia di Stoccolma
L'altra cappella, più piccola, servì molto probabilmente come luogo di sepoltura per l'arcivescovo Stefan, primo arcivescovo di Svezia ad essere anche svedese per nascita, dopo il primo periodo in cui gli ecclesiastici erano stati quasi tutti stranieri o missionari. Stefan era anche stato monaco ad Alvastra prima di diventare vescovo.

### Edifici a Est

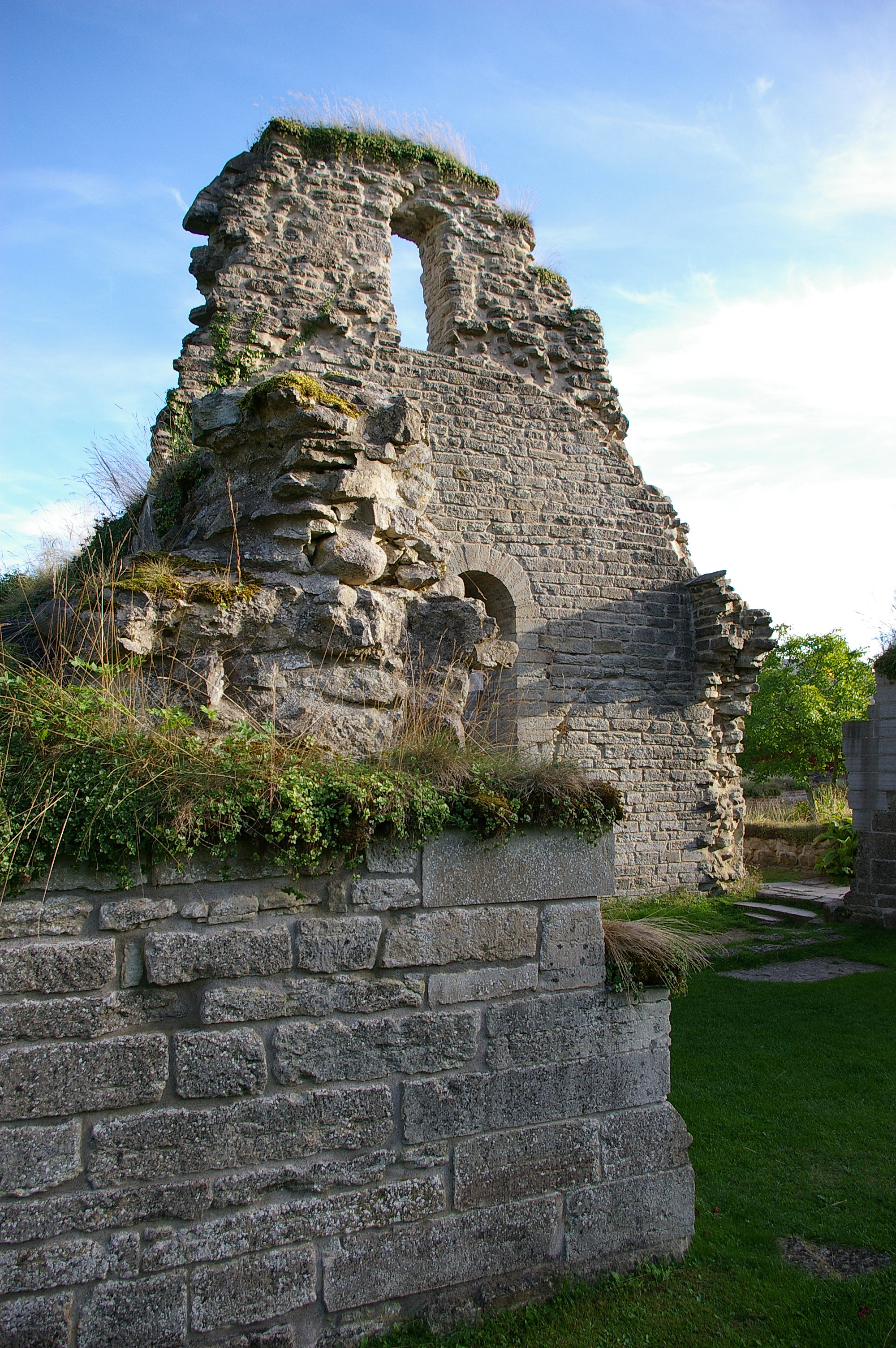
Navata meridionale vista dal presbiterio

Il locale meglio conservato del lato orientale è la sacrestia posizionata verso nord. Si tratta di una stanza di 4x7 metri sormontata da una volta a crociera.
Il pavimento della sacrestia è più basso di ca. 65 cm rispetto al livello del suolo e presenta una sola piccola finestra (rivolta verso est), motivo per cui questo locale è abbastanza buio durante tutto il giorno. Sulla parete orientale della sacrestia sono state trovate, durante gli scavi, tracce di un antico altare. Molto probabilmente era dedicato a san Johannes Döparen. Il locale della sacrestia aveva la funzione di deposito per gli oggetti sacri e il vestiario e quindi di luogo di preparazione per la messa, ma non è escluso che servisse anche da cappella privata dell'abate.
Procedendo verso meridione e allontanandosi dalla sacrestia si incontrano le rovine di quella che era la sala capitolare di cui oggi rimane ben poco. Qui ci si riuniva, come consuetudine negli ordini monastici sia per ascoltare i capitoli (da cui il nome della sala) della regola sia per ascoltare le più importanti novità e sia per prendere secondo una procedura democratica le decisioni più importanti per la vita della comunità. La sala capitolare divenne anche il luogo di sepoltura privilegiato per gli abati. La sala capitolare di Alvastra doveva essere grande all'incirca 7x12 metri e divisa in due campate. Anche se oggi questa parte dell'abbazia è andata persa, gli archeologi sono riusciti a ricostruire dalle fonti medievali la presenza di un'entrata alta 1,2 metri e di una finestra larga 2,50 che aveva la funzione di permettere ai laici presenti nell'abbazia di potersi sedere e ascoltare le riunioni dei monaci, pur non avendo essi diritto di parola nel capitolo. Lì dove doveva esserci questa grande finestra, sono state trovate le basi di quattro piccole colonne, oggi conservate al Museo di Storia di Stoccolma, che tuttavia non risalgono al periodo di attività del monastero, ma sembrano un'aggiunta del periodo successivo alla riforma protestante.
Accanto alla sala capitolare si trova un piccolo corridoio che doveva terminare con una scala (non più visibile) che conduceva agli ambienti di lavoro dei monaci e a un paio di locali dalla funzione sconosciuta posizionati a sud del monastero. Tutta la parte sud del monastero era occupata dagli ambienti destinati ai monaci, in particolare dai dormitori dai quali era comunque possibile accedere alla chiesa attraverso una scala secondaria (natttrappa, lett. scala notturna) utilizzata per le preghiere notturne. Di giorno si utilizzava, invece, un'altra scala, detta dagtrappa (scala diurna) che conduceva alla chiesa passando per il chiostro. La scala notturna è l'unica ad essersi conservata.
A est del monastero si trovano inoltre tre edifici che si ipotizza abbiano servito da abitazione per l'abate e da casa infirmatorum cioè ospedale per malati e per monaci anziani.

### Lato meridionale e lato occidentale

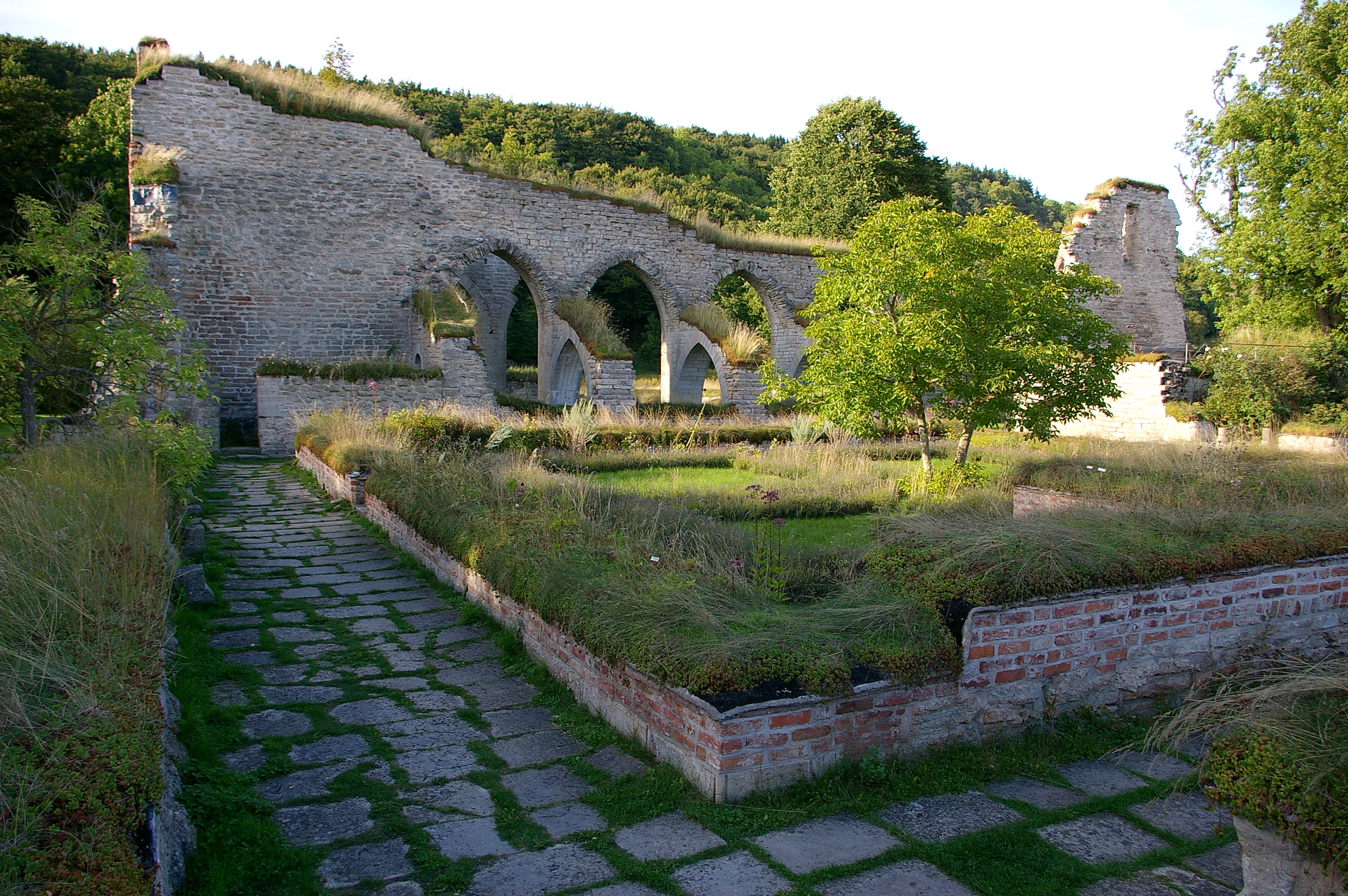
Chiesa abbaziale e chiostro visti dal lato sud-occidentale

Il lato sud ospitava anche il refettorio e la cucina del monastero. Questa parte del monastero era adibita inoltre anche ad altre importanti funzioni pratiche: da una fabbrica di inchiostro al locale destinato alla cucitura di stivali. In questa stessa parte del monastero, quattro volte l'anno i monaci si sottoponevano al salasso nell'allora diffusa credenza di prevenire molte malattie.
Il refettorio che segue immediatamente questi locali è oggi quasi completamente distrutto, ma al tempo d'oro del monastero doveva essere abbastanza grande (14,5x7 metri).
Qui i monaci consumavano i loro pasti che erano preparati nella cucina adiacente che preparava da mangiare anche per il vicino refettorio destinato ai laici residenti presso il monastero e posizionato sul lato occidentale del monastero. Ai lati del refettorio per i laici era situato una loro propria sala capitolare e gli ambienti di lavoro e il dormitorio per laici oggi non più conservato. Anche questo secondo dormitorio aveva, come quello per i monaci, un accesso notturno alla chiesa e uno diurno attraverso il chiostro. Tracce di questi due accessi alla chiesa abbaziale sono stati rinvenuti durante gli scavi.

### Chiostro e giardino
La chiesa abbaziale e le mura del monastero racchiudono un giardino quadrato che fungeva da originario chiostro. Oltre ai vari ingressi ai locali del monastero, il chiostro comprendeva anche una nicchia sul lato della sacrestia che fungeva da piccola biblioteca. Questa nicchia chiamata armarium è ancora visibile oggi ed è grande 1,80 x 2,15 metri e spessa mezzo metro.
Almeno all'inizio, l'ordine cistercense infatti non aveva bisogno di molto spazio per i libri, ritenendo necessario possedere solo quelli che servivano ogni giorno per la celebrazione dei riti e della messa. Col passare del tempo, Alvastra si dotò di un patrimonio librario sempre maggiore e alla fine del Medioevo possedeva una collezione di libri tra le più grandi in Svezia. Già alla fine del XIII secolo l'armarium non bastava più a contenere i libri di cui si era dotata Alvastra. Non è tuttavia ancora chiaro quale dei locali abbia assunto in seguito la funzione di biblioteca, ma un'ipotesi convincente è che fosse la stanza posizionata a nord della sacrestia.
Nel chiostro a nord si riunivano i monaci e l'abate per la lettura e la meditazione e durante il giorno, l'abate sedeva in un posto apposito tuttora riconoscibile da alcuni segni sulle pareti della chiesa.
Il chiostro ebbe un'altra importante funzione: fu utilizzato anch'esso come luogo di sepoltura. Di questo utilizzo si è sicuri per lo meno per quanto riguarda la parte nord del chiostro, mentre non si sono ancora effettuati scavi nelle altre sezioni.
Al centro della sezione sud del chiostro è presente un lavatorium, cioè il luogo in cui i monaci si lavavano le mani prima di recarsi in refettorio per consumare i loro pasti.